# لایبید
لایبید، شهری در بخش لایبید شهرستان میمه و وزوان در استان اصفهان ایران است. این شهر، مرکز بخش لایبید است.

## جمعیت
بر پایه سرشماری عمومی نفوس و مسکن در سال ۱۳۹۵، جمعیت شهر لایبید برابر با ۱٬۸۳۲ نفر (۵۷۱ خانوار) بوده است.